# Sòstrat de Fanagòria
Sòstrat de Fanagòria (en llatí Sostratus, en grec Σώστρατος) fou un escriptor grec nascut a Fanagòria, mencionat per Esteve de Bizanci.
Algunes obres apareixen sota el nom de Sòstrat però no es poden adjudicar amb seguretat a cap dels escriptors que va portar aquest nom en concret. Les obres són:
- 1. Història etrusca Τυρρηνικά, citada per Plutarc.
- 2. Obra sobre animals, segons Ateneu de Naucratis.
- 3. Història llegendària Μυθικὴ ἀγωγή, citada per Estobeu.
- 4. Un tractat de cacera κυνηγητικά, també citada per Estobeu.
- 5. Una obra sobre Tràcia Θρακικά, segons Estobeu
- 6. Un tractat sobre rius, segons Plutarc.[1]